# Nordisk kosmologi
Nordisk kosmologi er mest konkret beskrevet hos Snorre (1179-1241). Ifølge Yngre Edda, skrevet af Snorre ca. 1220, var verden delt i 9 heimar (bosteder) som er placeret i tre forskellige niveauer. De blev skabt af Odin, Vile og Ve ud af urjætten Ymers krop. Hver af disse verdner var et af de mytologiske væsners æts hjemland; Asgård var fx gudeslægten asernes hjemland.
Udover Snorres skrifter er der ingen af kilderne der tegner et specielt klart billede af kosmologien, men de peger alligevel på et generelt helhedsbillede. De beskriver en verden, der er delt mellem forskellige overnaturlige magter. Verden, som den så ud i myterne, var skabt af guderne, ikke ud af intet, men ud fra det oprindelige naturlige materiale; en begivenhed, der gav den
en ny og kvalitativt bedre form. Guderne var blot dominerende, og kunne bare holde naturkræfterne i skak i kraft af deres større magt og kløgt. Disse naturkræfter sås repræsenteret af jætterne. Indtil kaosuhyrerne brød løs og den kosmologiske orden brød sammen, var det muligt at opretholde
magtbalancen mellem de guddommelige væsner; når det skete Ragnarok ville blive sat i gang.
Det kultisk-religiøse verdensbillede, som kommer til udtryk i den nordiske religion, kan opfattes som en beskrivelse af universet, og en forståelse af hvordan universets kræfter agerer – en kosmologi. Kosmologier omfatter alle de forestillinger om verdens opbygning, inddeling og historie, som kommer til udtryk gennem myter og ritualer. Klassifikation af naturfænomener og begivenheder er således også en del af kosmologien. En beskrivelse af kosmologien i den nordiske religion omfatter en beskrivelse af nordboernes forestillinger om verdensordenen, herunder rumlige og sociale opdelinger og verdens historie fra skabelse til undergang. Myterne fortæller både om et kosmisk rum og en kosmisk tid og om oprindelsen af alting – en kosmogoni .

## Mytologi

### Verdens skabelse
De mytologiske digte fra Island afspejler en stærk interesse for verdens
skabelse, fremtidige undergang og efterfølgende genskabelse. Kilderne
beretter at der i begyndelse var et stort svælg, der hed Ginnungagap,
og som var fuldt af potentiel energi. Snorre Sturlason sammenfattede og
bearbejdede i sin egen Edda og i Ynglingesagaen de
oplysninger om verdens skabelse, han kendte fra de ældre digterværker.
Ifølge Snorre blev ursvælget Ginnungagap omkranset af det brændene
Muspelheim i syd og iskolde Nifelheim i nord; her var brønden
Hvergelmer hvorfra 11 eller 12 frosne floder fulde af gift strømmede
mod syd, indtil de mødte Muspelheims varme og smeltede. I dette møde blev det første levende væsen, jætten Ymer, skabt. Denne jætte var
tvekønnet, og af den sovende krop opstod jætternes æt. Ymer fik næring fra
koen Audhumbla, der selv slikkede rimfrosne saltsten for at få føde. Af
de saltsten dukkede Buri op, han blev stamfader for asernes æt. Han
fik en søn Borr, som igen fik tre sønner med jættekvinden Bestla. De tre
sønner var Odin, Vile og Ve, og sammen dræbte de Ymer og skabte
Jorden af jættens krop. De bar Ymer til midten af Ginnugagap og lavede
jorden af hans kød, bjergene af knoglerne, havet af blodet, hovedskallen
gjorde de til himlen og hjernen til skyerne. Af orme i Ymers kød skabte
guderne dværgene, og fire af dem, Øster, Vestre, Nordre og Søndre blev sat
til at holde himmelhvælvingen. Fra Muspelheim tog de gnistrer der blev til
stjernerne. Rundt om jorden lå den dybe Verdenshav og landet ved den
yderste kyst gav de til jætterne. Beretningen om at guderne skabte verden af Ymers krop fremgår dog ikke af Völuspá, men kendes kun fra Snorre.
Det nordiske univers opstod således i to statiske og tidløse, men dog
evigt strømmende, forskellige enheder. De nordligste og de sydligste egne
blev opfattet som totalt ubeboelige, kun regionen midt mellem havde et så
mildt og venligt klima at mennesker kunne bo der. De ydre ubeboelige
regioner var som udgangspunkt onde eller destruktive, og det samme var det
materiale der udflød fra dem og samlede sig til urjætten. Denne
akkumulering af materiale markerede begyndelsen på tiden og ukontrolabel
skabelse der førte døden med sig. Det gode blev først manifesteret med den
"anden skabelse", da guderne ofrede stamfaderen til fordel for orden,
stabilitet og kontrol. Gudernes
etablerede så verdens orden; solen og månen blev sat i deres faste baner,
lovene blev fastlagt, Asgårds haller blev opført og guldskatte blev
fremstillet i denne oprindelige og lykkelige urtilstand. Ankomsten af tre
uheldsvangre jættemøer afbrød dog den oprindelige guldalder (Snorres
betegnelse), og kort efter udbrød der en krig mellem de to gudeslægter,
aserne og vanerne. Den blev afsluttet af en våbenhvile, og i den
forbindelse blev digtermjøden brygget, som rummer inspirationens kraft.
Senere da tre af guderne gik langs stranden fandt de to stykker træ, og af
dem skabte de to mennesker, en mand og en kvinde som de kaldte Ask og Embla; fra dem nedstammede menneskeslægten.
Snorres redigerede version af skabelsen er en kommentar til de gamle digte
og er præget af hans kristne baggrund, og adskiller sig sandsynligvis
derfor fra de før-kristne forestillinger, men den udgør alligevel en
uvurderlig nøgle til digtene i fx Ældre Edda.
Den australske religionsforsker Margaret Clunies Ross har påpeget flere overordnede idéer som optræder i de myter og
tekster der omhandler verdens skabelse. Et af dem er at skaberfigurerne
alle er mandlige; hvilket er en konsekvens af en generel nedvurdering af
kvindelig, dvs. seksuel, reproduktion. Det hang sammen med at væsener
født af en kvinde i sidste ende måtte dø, og et sådant væsen derfor ikke
var perfekt. Skaberguderne skabte verden ved at slå den jætte, der allerede
var dannet, dvs. de fremstillede verden ved hjælp af allerede eksisterende
materialer; det Clunies Ross kalder male pseudo-procreation (mandlig
pseudo-fremavling). Hun sammenligner dette med den dygtige håndværkers
evner, der i den nordiske kultur blev opfattet som en guddommelig
inspiration. Det medfører
derudover også, at der i de nordiske myter aldrig forekommer skabelse ex
nihilo (ud af intet), men sker altid gennem en omformning af noget allerede
eksisterende; og intetsteds afsløres en interesse i urmateriens oprindelse.

Jætternes primære skabelsesmetode var modsat gudernes seksuel reproduktion
og derved fejlfyldt og associeret med døden. Jætternes verden var derfor
den ’anden verden’ som bogstavelig talt udgjorde en dødelig trussel mod
gudernes perfekte verden. Jætterne repræsenterede kvindelighed og natur,
mens guderne repræsenterede mandlighed og kulturen; i denne sammenhæng
opfattedes kulturen som en kvalitativ forbedring af naturressourcerne. De
nordiske myter fremhæver mandlig fremstilling (pseudo-procreation) som
overlegen i forhold til naturlig avling, den tilhørte nemlig et åndeligt
stade (kulturen) der lå over naturens. Fx efterstræbte guderne i mange
myter en ressource der findes blandt jætterne, og gennem demonstration af
deres overlegne intellektuelle kapacitet franarrede guderne i sidste ende
altid jætternes deres skatte, og omskabte dem til brugbare genstande; et
eksempel på dette er Odins tyveri af Geirrøds mjød. Gudernes tilegnelse
af jætternes skatte var i det mytiske univers en livsnødvendighed for
guderne, ellers kunne de ikke opretholde deres dominans over hele verden.
Omvendt efterstræbte jætterne gudernes skatte, for på den måde at øge deres
magt i forhold til guderne, hvilket altid mislykkede i myterne.

### Mytens tidsforløb
Den kosmologiske verdensorden, der fungerede som baggrund for de nordiske myter om gudernes kampe mod jætterne og kaosuhyrerne, var tilsyneladende konstant, fordi begivenhederne i de enkelte myter, udover Ragnarok-fortællingen, aldrig førte til ændringer i magtbalancen mellem jætter og guder. Hver gang gudernes position blev truet af jætterne i fortællingerne endte de med, at verdensordenen i sidste ende alligevel blev genoprettet. Isoleret set var tidsforløbet i myterne altså cyklisk. Læst i sammenhæng afslører myterne dog et kronologisk forløb, hvor de enkelte mytiske begivenheder tilsammen bliver bestemmende
for verdens endelige skæbne. Dvs. overordnet set havde forfatterne til de nordiske myter en grundlæggende opfattelse af tiden som lineær og irreversibel, og elementerne af cyklisk
tidsforståelse var aldrig dominerende.
Margaret Clunies Ross mener, at den overordnede mytologiske fortælling om hele verdens historie kan opdeles i 4 epoker som hver især var karakteriseret ved forskellige skaberfigurer. Den første begyndte med første levende væsen, Ymers, opståen i mødet mellem kolde og varme strømme. Denne epoke var karakteriseret ved en passiv skabelse; ting opstod uden aktiv indgriben fra skaberfigurer, fx beskrives Ymer som sovende, og hans afkom (jætteslægten) opstod spontant fra hans krop under søvnen. Buri, asernes stamfader, dukkede selv frem af de sten koen Audhumbla slikkede af, hans søn, Borr, fik igen sønnerne Odin, Vile og Ve. De tre iværksatte den anden skabelse, da de dræbte Ymer og aktivt omformede hans legeme til jorden. Hermed begyndte den anden alder. Den var i modsætning til den første karakteriseret ved aktiv skabelse, det vil sige ved bevidst omformning af det oprindelige, men ufuldstændige, urmateriale til en jord som var beboelig for både tænkende væsner og dyr. Asernes værk betød at verden blev stabiliseret og ordnet, at alle dens fænomener fik navn og at tiden kunne kontrolleres. Denne omskabelse første også til at aserne opnåede en dominerende position, hvorfra de kunne kontrollere alle de andre væsner. Men denne handling, som indebar drabet på Ymer, grundlagde også det fjendskab mellem guder og jætter som ville bestå helt frem til verdens undergang. I sin gengivelse af de mytologiske beretninger kalder Snorre Sturlason dette for en guldalder.
Ifølge Clunies Ross overtog Heimdallr i den tredje alder rollen som skabergud, da han, som beskrevet i Rígsþula, under en rejse i menneskenes land, Midgård, fremavlede de tre samfundsklasser, trælle, frie bønder og aristokratiet, og dermed etablerede menneskenes samfund. Menneskene var dukket op I slutningen af den anden alder eller i begyndelsen af den tredje, da de af en triade af aser var blevet omskabt ud fra to stykker træ, fundet i strandkanten. I den tredje epoke, som begyndte med den første i krig i verden mellem aserne og vanerne og sluttede med Balders død og Lokes straf. blev døden i stigende grad et tema, samtidigt med at truslerne mod gudernes overherredømme voksede. Det var i denne epoke at størstedelen af de kendte myter foregik, og i den mytiske præsens kom der et stigende fokus på skæbnen og dermed døden; udviklingen fuldbyrdes i drabet på Balder, hvor gudernes skæbne besegles.
Den fjerde alder omfattede tiden fra Balders død frem til mod Ragnarok, der var det tidspunkt, hvor gudernes dominans endeligt ville blive brudt, når de blev besejret af deres forenede fjender i et stort slag. I Völuspá, der omhandler hele verdens forløb fra skabelse til undergang, bliver begivenhederne indtil Balders død fortalt i datid, men derefter skifter fortællingen til nutid; hvilket indikerer at digtets forfatter/e opfattede sin/deres egen samtid som den sidste tid i verden inden undergangen. Gro Steinsland mener at gudernes magtesløshed overfor skæbnen måske bunder i, at de måtte ofre en del af sig for at kunne fuldføre skabelsen, og at de derfor var blevet tappet for kræfter.
Efter Ragnarok blev jorden dog skabt på ny, de gamle guder og deres fjender var væk, i stedet ville deres børn bebo verden sammen med den genopstandne Balder og med Høder, som ellers var Balders banemand. Denne tid ville minde om guldalderen i den 2. epoke.

### Rumlig verdensorden
I den nordiske forestillingsverden var Jorden delt op i flere forskellige
regioner, opdelt i både en vertikal og en horisontal akse, som hver blev
associeret med særlige egenskaber. De var igen afgørende for hvilke
relationer indbyggerne i dem havde med væsnerne fra de øvrige regioner; de
repræsenterede således forskellige forhold der havde betydning for
menneskenes liv, som fx døden, naturens kræfter, frugtbarhed, lov og orden.
En af de skillelinjer der blev lagt vægt på i det mytologiske materiale var
skellet mellem natur og kultur. De skal dog ikke forstås i den moderne
form, som to ligeværdige og neutrale termer, men snarere som en kvalitativ
vurdering af den omgivende verden; kulturen repræsenterede det ordnede og
kontrollerede, den blev opfattet som en forbedring af de oprindelige
naturkræfter og derfor overlegen. Naturen derimod var ukontrollabel og
potentielt destruktiv, men også frugtbar og skabende, dens frembringelser
medførte dog i sidste ende døden. Med snilde eller styrke var det muligt at
fravriste naturmagternes den ressourcer, som efterfølgende kunne bruges til
at fremstille nyttige genstande og erhverve sig nyttige egenskaber og
færdigheder. Naturen var derfor både en kilde til rigdom og til død og
ulykke. Gudernes og menneskenes kontrol over naturen ville dog ikke være
permanent, i længden kunne den ikke holdes nede.
Aserne var i den nordiske kosmologi de mest fremtrædende repræsentanter for
kulturen, deres mytologiske samfund symboliserede menneskenes egne
bosættelser og virksomhed, som konstant var truet af naturfænomener som
vejrliget, vilde dyr, sygdomme og plyndringer fra fremmede. Vaner,
alfer og dværge var ligeledes i forskellig grad repræsentanter for
kulturen. Jætterne var knyttet til naturen, de var frugtbare, men deres
reproduktion var præget af spontanitet og uorden; fx blev nye jætter født
af Ymers krop, men kun mens han sov. Asernes kreativitet var derimod langt
mere målrettet; Odin, Vile og Ve dræbte fx Ymer med det formål at skabe den
ordnede og kontrollerbare Jord ud fra hans krop. Dette drab lagde dog også
grunden til fjendskabet mellem guderne og jætterne, og kulturen og naturen,
og beseglede dermed verdens endelige skæbne når naturen ved Ragnarok
endelig fik sin hævn; slægtstraditionerne i det nordiske samfund havde
derfor stor indflydelse på nordboernes verdensbillede. Aserne og menneskene beboede verdens midte, hvor klimaet
var mildt, i regionerne Midgård, Asgård og Godheim, de enkelte
navne varierede geografisk og over tid, men menneskenes og gudernes
centrale placering blev bibeholdt. Udenfor de centrale regioner på den
horisontale akse lå Jotunheim, jætternes verden, der var en
repræsentation af naturen som både livgiver, ressource og ødelægger. De
mange fortællinger om Thors kampe og rejser til jætteland var derved en
symbolisering af civilisationens evige kamp med naturen, både for
overlevelse og erhvervelse af rigdomme. Derfor kan jætterne ikke udelukkende beskrives som kaosmagter,
de levede i samfund der afspejlede menneskenes
egne, og de optrådte som gudernes ligeværdige modpart, der dog manglede
tilstrækkelig snilde og styrke til at overvinde dem. Naturen rummede dog
også egentligt kaosuhyrer, bl.a. Fenris, Midgårdsormen og Muspellsønnerne,
som, når de forenede sig med jætterne, ville give dem tilstrækkelig styrke
til at besejre guderne.
Et andet vigtig skel var det der adskilte underverdenen med den øvre
verden, fx befandt de døde mennesker sig under jorden, mens de levende var
over den. Underverdenen var dog ikke forbeholdt de døde mennesker, her
levede der også flere andre kategorier af væsner, fx alfer, dværge og,
ifølge flere beretninger, vaner, de blev ikke nødvendigvis associeret med
døden. Det der definerede placering på den vertikale akse var snarere
kønnet; underverdenen var knyttet til kvindelighed, den øvre verden til
mandlighed, fx levede de døde helte videre ”oppe” i Valhal.
 Tilsammen dannede de disse
adskilte kategorier et rumligt perspektiv, hvor naturen, spontan
reproduktion, død og kvindelighed blev placeret i periferien af det
centrale område, som var præget af mandlighed, målrettet skabelse og
uforgængelighed. De forskellige mytologiske væsners bosted knyttede dem
derved til bestemte egenskaber på hver side af disse skel. Guder, mennesker
og til en vis grad alfer tilhørte kulturen i det ordnede centrum. Jætterne
hørte til i den urodnede periferi, mens kaosuhyrerne, som selv guderne i
længden var magtesløse overfor, som regel ikke kan stedfæstes, men optræde
udifferenciérbare. Underverdenen var hjemsted for døden, dværgene og
forskellige frugtbarhedsguddomme.

#### Jordens indretning
Termen de ni verdner betød hele verden, intet tyder dog på at der fandtes
én bestemt liste over hvad de ni verdner var. Kosmologien i den før-kristne
tid var ikke nødvendigvis præget af ensretning, men sandsynligvis har der i stedet eksisteret mange alternative kosmologier som varierede fra sted til
sted og fra tid til tid. Derfor
har det været meget besværligt at lave en sammenhængende beskrivelse af
verdens indretning ud fra kilderne. De kosmologiske uklarheder kan dog ikke
nødvendigvis forklares med at de kilder, vi har til rådighed, er blevet
mangelfuldt overleveret. Paradokser og selvmodsigelser forekommer i langt
hovedparten af de kosmologiske beskrivelser der kendes fra andre religioner
og kulturer. Visse forhold er dog
gennemgående i de forskellige fremstillinger, fx at gudernes land hedder
Asgård og at det bebos af repræsentanter fra to gudeslægter; aserne
og vanerne, dertil lever der vaner i det underjordiske Vanaheim.
Jorden fremstilles som en cirkelrund ø, omgivet af et verdenshav. Neddykket
i dette hav rundt om hele Jorden ligger Midgårdsormen. I midten vokser
et enormt træ, asken Yggdrasil, hvis rødder rækker helt ned i
underverdenen og krone når helt op i himlen. Det er et symbol på
universalitet, da alle verdner forbindes af dette træ.
Snorres beskrivelse af den før-kristne kosmologi fremstår i vore dage som
den mest fyldestgørende kosmologiske fremstilling, men han har
sandsynligvis ikke fortalt alt hvad han vidste. Han har helt sikkert valgt
at se bort fra nogle elementer, fordi de ikke har passet ind i den
disposition, som han ønskede at give stoffet i sin udgave. Han brugte især
materiale fra digtet Grímnismál, mens han derimod så bort fra passager
i Völuspá, der ikke passede med den anden kilde. Den kosmologi som bliver
fremlagt i Yngre Edda bærer derfor præg af forfatterens ønske om
systematik, på et område hvor der som nævnt ganske sikkert aldrig havde
eksisteret en sådan. Han har således ordnet den nordiske gudeverden efter
et klassisk græsk mønster, og tildelt guderne bestemte funktioner og
placeret deres boliger i en indbyrdes orden.
Forestillingerne om verdens indretning har dog også ændret sig over tid. I
de sene nordiske kilder optræder Muspel som en person og Muspelheim
som en lokalitet, mens Muspilli i et ældre tysk digt snarere skal
opfattes som en begivenhed, nemlig den verdensbrand hvor jorden går under.
Snorre beskriver i Gylfaginning Odin som himmelgud, og fortæller at han
styrtede Hel ned i Niflheim, hvor hun fik magten over ni verdner (yfir
níu heimum). Dette tekststed er blevet
tolket som at hun fik magten over alle som døde i hele verden, men det
usikkert i hvor høj grad Snorre omskrev sine kilder til en kristen/klassisk
struktur, hvor verden er delt mellem en himmelsk guddommelig sfære og en
underverden, associeret med ondskab og dårligdom.
I nogle tekster optræder Hel, Helheim og Niflheim som forskellige navne for
det samme sted, mens det i andre fremgår at kun selve indgangen til Hels
rige befinder sig i Niflheim. Sandsynligvis blev dødsriget oprindeligt ikke
opfattet som et særskilt domæne som det fremtræder i myterne, men i stedet
som den dødes grav. Navnet Hel har etymologisk samme rod som ordet
(ind)hylde (nord.: hylja), dvs. tildækket, og personifikationen af
døden i form af en kvindelig gudinde har derfor nok været en sen udvikling.
Dødsriget var derfor blot noget der var lokaliseret udenfor menneskenes
samfund, i digtene fra Ældre Edda er Asgård fx aldrig lokaliseret i himlen,
mens underverdenen aldrig er forbeholdt de døde. Opdelingen i oppe og nede
kan i stedet have rod i opdelingen mellem relationerne til kvindelighed og
mandlighed; døden var associeret til kvindelighed, som igen var associeret
med underverdenen.

### Ragnarok
Nordboerne forestillede sig at denne verden ville blive ødelagt og
forsvinde som følge af et stort slag mellem guderne og jætterne allieret
med kaosuhyrerne, et slag der blev kaldt Ragnarok. Myten om
verdens ende kendes primært fra digtene Voluspá og
Varftrudnismál fra Ældre Edda, samt fra Yngre Edda af Snorre, han
følger i sin beretning i store træk det samme forløb som kendes fra
Voluspá, men ændrede dog rækkefølgen af visse begivenheder og udelod eller
tilføjede nogle andre, fx beskriver han indgående en fimbulvinter, hvor
Voluspá kun omtaler en klimaændring. Udover de nævnte kilder findes der referencer til
Ragnarok i mange af de andre myter og heltesagn.
Ragnarok var afslutningen på de guders liv som kendes fra myterne, den
ville finde sted i et afgørende slag, hvor de ellers dominerende aser
sammen med vanerne og de bedste krigere blandt menneskene skulle møde
jætterne og kaosuhyrerne midt i Asgård. Dette slag ville ende med gudernes
nederlag og jordens undergang i en kæmpe brand.
Ragnarok fulgte umiddelbart efter begivenhederne omkring Balders død og
gudernes straf af Loke i både Voluspá og Yngre Først vil en række
begivenheder vil indvarsle kampen, Voluspá beretter fx om at tre
forskellige haner, én i Asgård, én i Hel og én i Jotunheim vil begynde at
gale som markering af tidspunktet, og derefter vil hunden Garm bryde
fri af sine lænker, den er måske identisk med den lænkede ulv Fenris.
 Herefter begynder en krig hos menneskene, hvor
den hidtidige verdensorden helt bryder sammen i en kaostilstand; det bliver eksemplificeret ved opløsningen af
slægtsbåndene, når bror vil dræbe bror, disse bånd var ellers en af
hjørnestenene i det nordiske samfund. Efter den indledende krig er
afsluttet øde begynder selve jorden at bryde sammen, Yggdrasil vil skælve
og gudernes fjender vil møde frem til det endelige slag i Asgård. I Voluspá
tager det form af en række tvekampe som her især medfører en guds død. Når
kampen er overstået går verden under i en altødelæggende brand og synker i
havet.
En ny verden vil imidlertid atter stige op af havet og den vil blive beboet
af gudernes børn, som har overlevet Ragnarok-slaget, sammen med de nu
udsonede Høder og Balder. Ligesom efter den første skabelse vil en ny
guldalder begynde. I to af de bevarede udgaver af Voluspá omtales ”den
store styrer højt fra himlen”; det er i forskningen meget omstridt hvorvidt
denne guddom er et kristent element, som er på et sent tidspunkt er blevet
indlånt, eller en oprindelig nordisk forestilling. Betydningen af hele digtets afsluttende strofe er ligeledes
omstridt, her beskriver vølven et syn af dragen Nidhug; det er her
usikkert om det er fordi dragen også overlevede Ragnarok, eller om det i
virkeligheden er et syn hun får i digtets nutid, dvs. det indgår i den
rammefortælling, hvor vølven udsiger sin spådom for Odin.
I kilderne knytter opfattelsen af uafvendelighed sig ofte til
forestillingerne om Ragnarok; verdens undergang beskrives som en begivenhed
der på et eller andet tidspunkt ville finde sted, spørgsmålet er blot hvor
længe den kunne holdes hen. Hele tiden forsøgte guderne, og af dem især
Odin, ihærdigt at vinde tid og skubbe tidspunktet for den endelig krig
fremad. Skæbnen ville dog indhente dem i sidste ende. Det oldnordiske ord
Ragnarǫk er sammensat af begreberne regin, som betyder ’de
styrende/magterne’, og rǫk, som betyder det tidspunkt, hvor skæbnen
fuldbyrdes, dvs. dommens dag. Skæbne skal i den sammenhæng som regel
forstås i betydningen død. Ragnarok kan derfor oversættes til moderne dansk
med, at det er det tidspunkt for guderne mister deres kontrol over verden
og skal dø.
I nordisk sammenhæng blev døden opfattet som en konkret tilstand, som var
associeret med alt det guderne ellers søgte at undgå. Indtil Ragnarok havde
de været alle andre væsner overlegne, og gennem deres kontrol med
opretholdelse af en balanceret verdensordenen, hvor de destruktive
naturkræfter var blevet bundet, havde de kunnet udskyde døden. Ved Ragnarok
fik naturen endeligt overtaget, og dens iboende dødelighed kom dermed også
til at omfatte guderne. Beretningen om Ragnarok afspejler den frygt og
respekt for naturens kræfter man havde i det nordiske samfund. For på trods
af alle den styrke og visdom de besad og de undere, hvormed de havde
omformet naturmaterialerne og tæmmet deres ødelæggende kræfter, vil naturen
i sidste ende alligevel være stærkere end selv guderne. Man vidste i Norden
at mennesket og kulturens orden altid måtte give efter for naturens
luner.

## Verdensforståelse

### Níu Heimar– Ni verdner
Frasen 'ni verdner' (oldnordisk: Níu Heimar) stammer fra ordet
heima, som betyder hjem eller bosted. Termen heimr betyder
'hjemland' eller 'Verden' i bred forstand.
Disse verdner var tilsyneladende adskilte dimensioner, og rejser mellem dem
var meget besværlig; måske var de kun mulige i form af sjælerejser, i
lighed med dem der kendes fra shamanisme. Rejser mellem dem ledsagedes
i beretningerne ofte af tyk tåge, forskydninger af tiden og andre
overnaturlige fænomener. Dyr var i modsætning til mennesker i stand til at
overskride grænserne mellem verdnerne, på samme måde som guder og jætter i
dyreham. Dyrene blev således opfattet som væsner der bandt verdnerne
sammen, jf. egernet Ratatosks rolle som budbringer mellem beboerne i de
forskellige regioner af Yggdrasil. Denne forestilling udtrykkes fx gennem
de mange genstande fra vikingetiden der var udsmykket med
dyreornamentik.

I de beskrivelser der findes af disse verdner i den nordiske litteratur, er
deres udformning og indhold præget af overdrevne symbolske fremstillinger
af naturlige fænomener, der kendes var menneskenes egen verden; fx
beskrives Hel som et sted præget af uendeligt forfald og usundhed, hvor
borde uden mad sættes frem til fest og vægtæpperne hænger rådne ned.
Udformningen af omgivelserne fungerede på denne måde som en tematisk
understregning af beboernes natur i de overnaturlige væsners hjemverdner,
men derudover levede de i samfund der nøje svarer til menneskenes, de var
organiseret i slægter, boede på gårde og i byer og regeredes af fyrster.
Begrebet Níu Heimar optræder i følgende tekster:

Ældre Edda:

Völuspá 2
Jeg husker ni Verdner, ni Hjem i Træet, Al-Træets Ungdom i
Underjorden.
Níu man ek heima, níu íviðjur, mjötvið mæran, fyr mold neðan.
Vafþrúðnismál 43
Om Jætters Gaader og Guders Runer kan jeg dig Sandhed sige, thi jeg har
været i Verdnerne alle, i ni Verdner neden for Niflhel, derhen gaar fra Hel
de døde.
Frá jötna rúnum ok allra goða ek kann segja satt, þvíat hvern hefi ek
heim of komit. Níu kom ek heima, fyr Níflhel neðan; hinig deyja ór helju
halir.
Yngre Edda af Snorre Sturlason:

Gylfaginning 33
Hel kastede han i Niflhejm og gav hende ni Verdener i Vold.
Hel kastaði hann í Niflheim ok gaf henni vald yfir níu heimum.
I andre beretnnger optræder der andre antal af verdner; i Alvíssmál fx er
der en strofe hvori der oplistes seks verdner som hver er hjemland for en
slægt af vættir, og da Thor spørger dværgen Alvís hvad vindene hedder i
hver verden (heimi hverjum í) svarer han:
Alvíssmál 21
Vind den hedder hos Mænd,
Våvud hos Guder,
Vaner kalde den Vrinsker,
Jætter Hyler,
Alfer Dønfarer;
hos Hel kaldes den Hvidud.
Vindr heitir með mönnum.
en váfuðr með goðum.
kalla gneggjuð ginnregin.
æpi jötnar.
alfar dynfara.
kalla í helju hviðuð.
Det er blevet foreslået at grunden til at der kun nævnes seks, er at der
ikke findes vinde i de øvrige verdner.[kilde mangler]
Termen Níu Heimar (Ni verdner) nævnes somsagt i flere nordiske
tekster, men navnene og den indbyrdes
placering og relation mellem verdnerne er aldrig entydig.
Derfor har der sandsynligvis aldrig eksisteret nogen fast og præcis
beskrivelse af verdens indretning, som var alment udbredt i det før-kristne
Norden. I de overleverede kilder findes der fx heller ikke nogetsteds nogen
komplet liste over verdner, blot vage og ufuldstændige beskrivelser. Dertil
kommer at flere af disse beskrivelse er nedskrevet efter [[Religionsskiftet
i Norden|religionskiftet]] og muligvis derfor influeret af den
kristne kosmologi.

#### Kosmologisk diagram
I moderne tid er der blevet gjort flere forsøg på at strukturere de ni
verdner, både indenfor forskning og i kredse der ønsker at
reetablere nordisk religion. Disse verdner placeres normalt
rumligt i øvre og nedre regioner, samt efter verdenshjørnerne.
Ofte var de forskellige verdener placeret i koncentriske cirkler med Asgård
i midten, hvor hvert område er adskilt af en mur. Andre gange var de
adskilt diagonalt i forhold til træet Yggdrasil, eller også er de adskilt
fra hinanden ligesom forskellige dimensioner.
- Yggdrasil var det centralt placerede verdenstræ, det forbinder de forskellige verdner. Ved dets rødder befandt sig 3 magiske brønde.
  - Magiske brønde:
    - Hvergelmer
    - Mimers brønd
    - Urds brønd (Her levede de tre norner; Urd, Verdande og Skuld – deres navne var verbet ’at være’ i forskellige bøjninger)
- Højeste/centrale niveau: som primært beboedes af gudernes slægter.
  - Asernes land kaldtes Asgård (oprindeligt Godheim). Her lå bl.a gudernes boliger og haller:
    - Valhal (Odins hal)
    - Boliger: Alfheim, Bilskirner, Breidablik, Fensale, Glitner, Søkkvabek
    - Idasletten (Gladsheim)
    - Trudvang
    - Vidi
    - Ydale
    - Vigridsletten – (her skulle Ragnarok stå. Den var muligvis placeret på øen Oskopner, ifølge kvadet Fáfnismál i Den Ældre Edda)
    - Noatun
    - Folkvang
    - Himmelbjerget

  - Vanernes land, som kaldes Vanaheim, lå i nær tilknytning til Asgård, i nogle beskrivelser dog også under jorden.
  - Lysalfernes verden Alfheim ligger lige under gudernes niveau.
- Mellemste niveau:
  - Menneskenes verden kaldes Midgård. Syd for denne ligger Mørkeskoven.
  - Ginnungagap var tomrummet der eksisterede i midten af universet før Midgård blev skabt af guderne Odin, Vile og Ve.
  - Dværgenes land hedder Nidavellir (måske det samme som Svartalfheim).
  - Svartalferne bor i Svartalfheim (måske det samme som Nidavellir).
- Laveste/Yderste niveau: (Gnipahulen var nedgangen til Helheim)
  - Jætternes land benævnes Jotunheim (Her stod Fenrisulven bundet, ifølge Gylfaginning i Snorres Edda på øen Lyngvi, som lå i søen Amsvartner. Ulvens mund var kilden til elven Von.)
    - Gastropnir
    - Trymheim
    - Udgård, kendes kun fra Yngre Edda
      - Hnitbjerg

    - Jernskoven

  - Underverdenen betegnes Helheim eller Hel.
  - Muspelheim
  - Niflheim (=Niflhel?)
    - Nåstrand

### Yggdrasil
Forestillingen om et enormt verdenstræ, der rækker ud til hele verden,
kendes fra flere andre indoeuropæiske kulturer; både i Østeuropa,
Indien, Iran og Centralasien, samt i forskellige spor i de græske myter. Dertil kommer også mange parallelle eksempler, som
stammer fra kulturer udenfor det indoeuropæiske område; det gælder fx
forestillinger af semitisk oprindelse, fra sibiriske folkeslag og endda
fra Borneo. Omkring 700 omtales, i beretningerne om Karl den Stores
omvendelse af sakserne, ødelæggelsen af deres helligdom der blev kaldt
Irminsul (Verdenssøjlen). I St. Bonifacius’ levnedsbeskrivelse
optræder der også et helligt egetræ indviet til Donar (dvs. Thor). Og i
Adam af Bremens beskrivelse af helligdommen i Uppsala indgår et
stort træ som et centralt element. Hellige træer har derfor med meget stor
sandsynlighed været et helt centralt element i de germanske og nordiske
kultfællesskaber.
Under den centrale verdenstræ Yggdrasils fod strømmer den hemmelige
visdommens kilde. Øverst i dets krone i himlen sidder en ørn og på dens næb
sidder høgen Vederfølner og skuer ud over verden, nederst i
underverdenen ligger slangen Nidhug og gnaver i dets rødder, egernet
Ratatorsk løber mellem de to langs stammen med budskaber til den anden.
Fire hjorte (Dain, Dvalin, Dunør og Duratro) gnaver i grenene, og fra
deres horn strømmer de største floder. Her græsser også en ged (Heidrun), der i stedet
for mælk giver mjød til krigerne i Valhal. Yggdrasil betyder
sandsynligvis Yggs hest – som er et af Odins tilnavne – det kan være en
hentydning til det offer, han frivilligt havde gjort ved at lade sig selv
hænge fra et træ; det gjorde for at få kundskaber om runerne og derved
alvisdom. Den dug der drypper fra træet er regnen der rammer jorden, og
dets frugter hjælper under barnefødsler. Dette er også gudernes skytstræ,
og de holder deres ting under dets løv.

### Vættir og hjemverdenerne
De forskellige grupper af mytologiske væsner, oftest kaldet vætter
kollektivt, kan kategoriseres forskelligt alt efter deres kosmologiske
placering og position i myterne. Overordnet findes der tre hovedkategorier
i mytologien. Den første gruppe omfatter de skikkelser der optræder som de
centrale figurer i myterne, det er først og fremmest de enkelte guder, men
også alferne og menneskene. Det er deres synspunkt myternes skal forstås og
fortælles ud fra. Den anden gruppe omfatter jætter og dværge, den defineres
ud fra en underordning i forhold til den første gruppe, og en lokalisering
udenfor samfundet og kulturen, fx i bjergene, ødemarken eller under jorden.
Denne gruppe er dog under gudernes kontrol. Den tredje og sidste gruppe
omfatter de ukontrollerbare naturkræfter, som guderne i realiteten er
magtesløse overfor. De kan ikke klart stedfæstes, men inkluderer monstrer
som Fenrisulven, Midgårdsormen, Muspell og heksen i Jernskoven.
I alle de bevarede kilder tildeltes guder, mennesker og jætter dog adskilte
verdner, ligesom de levendes land var adskilt fra de dødes. Jætternes
levede i Jotunheim, mens menneskenes
land hed Midgård, det lå mellem Jotunheim og gudernes land, Asgård.
Andre verdner der nævnes i kilderne er alfernes Vanaheim og dværgenes
hjem Niðavellir, Hels dødsrige samt Udgård, der dog kun er
nævnt i Snorre Sturlasons værker. I alt findes der ni verdner ifølge de
fleste kilder. Rejser mellem disse riger beskrives som lange og farefulde,
men guderne kan benytte broen Bifrost, (enten Mælkevejen eller
regnbuen) der kan nå til alle egne i verden. Forholdet mellem alle de
forskellige verdner der nævnes er dog højst usikkert; Jotunheim, Udgård,
Niflheim og Jernskoven kan fx opfattes både som én og som flere
forskellige verdner der alle bebos af jætter eller lignende væsner, og
dværgenes og svartalfernes rige kan ligeledes være forskellige navne samme
på det samme sted.

### Dødens verden
I de myter og fortællinger, hvor forestillingerne om verden er fremtrædende, spiller døden og de dødes verden en stor rolle. Ud fra kilderne er det ikke muligt, at udlede nogen form for sammenhængende system for det indbyrdes forhold mellem dødsrigerne, de mange forskellige modstridende idéer har tilsyneladende ikke været opfattet som selvmodsigende i hedensk tid. Fx kunne en døds opholdssted i samme saga beskrives som både Valhal eller Hel, samtidigt med at den døde stadig var i sin egen grav. I andre tekster er graven den dødes opholdsted, mens døden i atter andre fremstilles som en form for genforening med forfædrene. Snorres beskrivelse af Helheim som et mørkt og dystert sted i underverdenen, som regeres af Hel, er dog med stor sandsynlig udtryk for en sen litterær abstraktion, stærkt påvirket af kristne forestillinger om Helvede. I de yngste middelalderlige kilder er der også spor af forestillinger om en lagdeling af Hel, hvor Niflheim (det mørke Hel) var det nederste lag. Dertil kommer levn til forestillinger om en anden død, måske de afdøde, der ikke længere blev mindet af de levende?
Vikingetidens idé om Hel kan være påvirket af kristendommens helvede (inferno); at den nordiske betegnelse Helviti (Hels straffested) overlevede i den kristne tid peger i den retning. Ældre kilder og sagalitteraturen viser at dødsriget i stedet var placeret i graven, og at forbindelsen mellem de levende og de døde var meget tæt, da kilderne indeholder tegn på både forfædrekult, idéer om genfødsel og gengangere. Dødsriget var således en reel region, placeret mod nord i forhold til menneskenes verden, men lige lå på kanten til den, og lige udenfor det ordnede samfund. Døden var således en konkret og umiddelbar trussel mod livet. Døden var også afslutningen på det aktive liv, dvs. på den sekvens af gerninger, hvorudfra et individs liv blev målt; den var derfor en konkret tilstand, hvor man var berøvet muligheden for et aktivt liv, og et konkret sted, som kunne nås fra de levendes land.
I kilderne forekommer der også beskrivelser af andre dødsriger. Rans rige var de druknedes hvilested, beskrives i nogle kilder i en mere erotisk dimension. Helgafell (Helligfjeld) var slægtens dødsrige, hvor forfædrene forsamledes, det beskrives som et rart sted. Kendes udelukkende fra islandske kilder. Valhall var kongernes og krigernes dødsrige. Frejas Folkvang beskrives af Snorre Sturlason som et dødsrige, Gro Steinsland spekulerer i om det måske var et sted forbeholdt kvinder.

## Hellige landskaber
En helt integreret og meget væsentlig del af enhver religion er de rituelle handlinger som tilhængerne knytter til deres religiøse forestillinger. Ritualerne er kombinationen af bestemte handlinger, fortællinger og forestillinger, og tilsammen skaber de et helligt rum, hvori de mytiske begivenheder og betingelserne for atter kan træde i kraft. Nordboerne udførte i lighed med tilhængerne af andre religioner ritualer som skulle genetablere kraften fra de begivenheder der blev fortalt om i myterne. Ved at skabe et helligt rum eller landskab blev de direkte forbundet med den mytiske urtid. Kilderne til kulten i den nordiske religion er dog sparsomme og svære at tolke, det er derfor usikkert, hvordan myterne blev manifesteret rituelt i den hedenske periode. Fra arkæologien og de skriftlige kilder er der dog bevaret flere vidnesbyrd om visse former at den rituelle praksis. Der er fx blevet fundet levn efter ofringer og forskellige former for tempelanlæg, og fra ikke-nordiske kilder kender vi nogle beskrivelser af stor offentlige kultfester og begravelser. Men disse kilder er af så fragmentarisk karaktér at det er vanskeligt at koble dem til det mytologiske materiale.
Fra Adam af Bremen kender vi en beskrivelse af et stort tempelkompleks i Uppsala fra midten af 11. århundrede. Det var opført midt på en slette, omkranset af bjerge eller bakker. Tagryggen på selve templet var dækket af en gylden kæde, nær ved stod et stort stedsegrønt træ, og nedenfor var der en kilde som blev brugt ved offerhandlinger. Denne beskrivelse har en bemærkelsesværdig lighed med den kosmologiske beskrivelse der kendes fra Yngre Edda. Denne helligdom må derfor være blevet opført på en måde der afspejler forestillingerne om hvordan verden så ud, og de mytologiske steder blev modsvaret af en fysisk konstruktion: Templet kan tolkes som Asgård i midten af hele verden, hvor det store træ, Yggdrasil, også stod, og hvor den hellige brønd flød. Her blev store religiøse fester afholdt, som hele befolkningen ifølge Adam af Bremen skulle deltage i. De myter, hvor Yggdrasil optræder sammen med visdommens kilder, antyder at ofringer i det før-kristne Norden blev kædet sammen med hellige træer og vand, da de fortalte at selvofringer var nødvendige for at få del i visdommen fra vandet.
Værnetræer foran eller nær ved husene var tidligere et almindeligt syn i hele det germanske område, i nogle tilfælde opførte man endda huse rundt om træer, der således fungerede som centrum for hele bebyggelsen; på denne måde blev det store kosmos reproduceret helt ned på lokalt plan. Andre steder i Skandinavien har man fundet spor efter lignede helligsteder, fx Uppåkra i Skåne og Tissø på Sjælland; her er der i løbet af 1990’erne blevet udgravet et stormandskompleks. Det inkluderede et stor hal, hvortil der var tilknyttet et indhegnet område som sandsynligvis rummede et tempel eller lignende. På en nærliggende bakke og i søen er der desuden fundet spor efter offerhandlinger. Den præcise betydning af stederne er dog uklar pga. de sparsomme skriftlige kilder til denne type bebyggelser, men lokaliteten har fra omkring 700 til 1020’erne tydeligvis haft betydning som kultcentrum og været ramme for kultfester, som dem der beskrives af Adam af Bremen i Uppsala og Thietmar af Merseburg i Lejre.
Sakrale landskaber kan også rekonstrueres gennem stednavne; I området ved Gudme, hvor der er fundet en stor hal fra romersk og germansk jernalder, bærer navnene på flere lokaliteter fx præg af at de har været tillagt stor religiøs betydning i ældre tid. Selve Gudme betyder Gudhjem, som også var et alternativt navn for Asgård, og bakkerne i nærheden har navne som Albjerg (Tempelbjerg), Galdbjerg (Offerbjerg) og Gudbjerg. Dette landskab tyder på at man havde processioner i dette område i den sene del af jernalderen, og fra andre kilder ved vi da også at vogne og skibe blev brugt til at fragte gudestatuer og præster rundt. Det kan også betyde at man inddrog hele lokalsamfundets territorium i det rituelle rum, for på denne måde at helliggøre det og bringe det under gudernes kontrol. Ved at inddrage landet i den kulturelle sfære kunne man sikre sig, at jætterne, naturkræfterne og dermed døden mistede indflydelse over lokalsamfundets liv. Sådanne rituelle processioner kan endda have overlevet religionsskiftet i Danmark i form af de ritualer, hvor man velsignede markerne ved at bære kirkeskibet rundt i en procession. Dette afspejlede måske en gammel Frejkult, hvor en repræsentation af hans skib, Skidbladnir kan være blevet båret rundt til markerne.

## Skriftlige kilder
Snorre Sturlason har skrevet de mest fyldige beskrivelser af den nordiske verdensforståelse, han inkluderede bl.a. et kosmologisk afsnit i beretningen Gylfaginning. I den tegnede han et billede af en verden, hvor guderne var involveret i en evig kamp mod jætter og andre uhyrer, som truede verdensfreden. Han beskrev flere interne stridigheder og
konflikter, der opstod mellem guderne, men også at de altid stod sammen mod de ydre fjender. I hans beretning er der dog flere løse ender; fx er det uklart om gudernes borg, Asgård, befandt sig i himlen eller ved jorden,
hvor træet Yggdrasil blev skabt og hvorfor vanerne og aserne gik i krig mod hinanden i urtiden. Mange myter, der kunne belyse disse forhold, er ganske sikkert gået tabt; nogle af dem kan skimtes i form af tågede
passager i tekster. Det er dog i dag stadig muligt at rekonstruere et overordnet billede af nordboernes forestillinger om verdens indretning, ud fra de kilder der trods alt er bevaret.
Snorre skabte en veldefineret verden, hvor de forskellige mytologiske regioner var klart afgrænsede i forhold til hinanden. Disse klare grænser fremgår dog ikke lige så tydeligt i de øvrige myter, fx dem som kendes fra Ældre Edda; her var jætterne og de døde ikke altid lukket fuldstændigt inde i deres egen verden. Opdelingen af verden i forskellige regioner havde i disse andre tekster ikke desto mindre stor betydning, da den definerede figurerne i fortællingernes karaktertræk, deres motiver og
handlingsmønstre. Derudover byggede Snorre sin beretning på brudstykker af meget forskellige tekster, dette materiale blev bearbejdet og skrevet sammen til en tekst, hvilket kan forklare de afvigende beskrivelser. Nogle af passagerne har måske været hans egne påfund, men sikkert er det, at de alle bygger på ældre forestillinger, der stammede fra et stort geografisk område. Handlingen i mange af myterne sættes gerne i gang af gudernes begær efter noget, der befinder sig i de perifere regioner, eller af udefrakommende magters indtrængen i gudernes sfære, fortællingerne indbefatter derfor ofte en rejse mellem periferien og centrum på det horisontale plan. Disse fortællinger ender med at guderne overvinder de perifere modstandere, og at verdensordenen, med guderne som den dominerende part, således opretholdes.